# مارك براون (لاعب هوكي جليد)
مارك براون هو لاعب هوكي جليد كندي، ولد في 10 مارس 1979 في ريتشموند في كندا.

## وصلات خارجية
- مارك براون على موقع دوري الهوكي الوطني (الإنجليزية)
- مارك براون على موقع EliteProspects.com (الإنجليزية)
- مارك براون على موقع HockeyDB.com (الإنجليزية)